# Автопортрет (Міхель Свертс)
«Автопортрет» (Міхель Свертс) — твір фламандського художника 17 століття, що зберігає музей Ермітаж.

## Опис твору
Біля столу, захаращеному книгами прибутків і розрахунків сидить молодик і відверто нудьгує. Справи чи то закінчено, чи то ще не розпочато. Від нагадує і бухгалтера, і управителя заможного маєтку, якому набридли прибутки-витрати, коли душа просить — мудрих і тямущих сучасників, музики, відпочинку в веселому товаристві. За останніми припущеннями, це черговий автопортрет художника Міхеля Свертса, незвичний, несподіваний за композицією.

## Історичне побутування твору
Міхель Свертс був нешляхетного походження і дворянський титул отримав тільки в Римі від покровителя Камілло Памфілі, племінника папи римського Іннокентія X.
Підвищення соціального статусу спонукало митця до створення автопортретів. Серед перших — автопортрет в капелюху з страусовим пером (Уффіці, Флоренція) як свідоцтво нового стану і досягнутого матеріального статку. Нешляхетний за походженням Міхель Свертс демонстрував власну шляхетність і в автопортреті з палітрою і пензлями (Обердін, США), бо знав про серію «Іконографія Ван Дейка» з портретами уславлених митців, яку оприлюднили у місті Антверпен у 1636–1641 роках. В тогочасному жорстко розмежованому суспільстві це сприяло підвищенню статусу художника взагалі.
Серед творів, виконаних в Римі — портрети Йозефа Дейтца та Антона де Бордес з слугою (останній на тлі римських руїн). Серед улюблених сюжетів художника « Вчинки Милосердя » та «Майстерні художників». Серію з семи картин на тему "Вчинки Милосердя " Міхель виконав і для братів Дейтц (Державний музей (Амстердам).
Як незвичний за композицією автопортрет розпізнають і портрет нудьгуючого молодика зі збірок фламандського живопису музею Ермітаж. Розсіяні по провінційним містам Західної Європи картини Міхеля Свертса прибули і в Прагу. В середині вісімнадцятого століття (1745 року) одну з перших партій картин західноєвропейських майстрів для декорації власних палаців і наказала придбати російська імператриця Єлизавета Петрівна. Саме в цей момент закінчилося будівництво палацу для її фаворита — Івана Шувалова. Імператриця і подарувала освіченому вельможі і фавориту картини, що прибули з Праги. Випадково придбана збірка мала нерівномірну вартість за мистецкими ознаками. Але мала і значущі зразки, серед яких були -
- Алессандро Маньяско (чотири архітектурні композиції)
- Паоло Веронезе (велична грізайль «Христос воскрешає померлого Лазаря»)
- Якоб Йорданс («Янгол перед царем Давидом»)
- Пауль де Вос («Собаки з головою бика»)
- Джузеппе Ногарі («Весна»)
- Рубенс («Вакханалія»)
- Йоган Карл Лот («Ревекка у колодязя», «Повернення блудного сина»)
- Міхель Свертс «Автопортрет». Це був перший твір фламандського майстра, придбаний для збірок вельможі Російської імперії за 20 років до початку купівлі картин західноєвропейських митців Катериною ІІ.

Празькі шедеври прикрасили Картинну залу палацу Шувалова. Перебування картин в палаці російського вельможі зафіксував ще художник Ф. С. Рокотов у власному творі з зображенням саме Картинної зали палацу Шувалова у 1758 році, через три роки після дарунку імператриці. Розкішна зала стала парадним кабінетом Шувалова. Частку мистецьких збірок вельможі бачив і згадував в своїх мемуарах математик і науковець І. Бернуллі під час відвідин Санкт-Перетбурга у 1777 році.

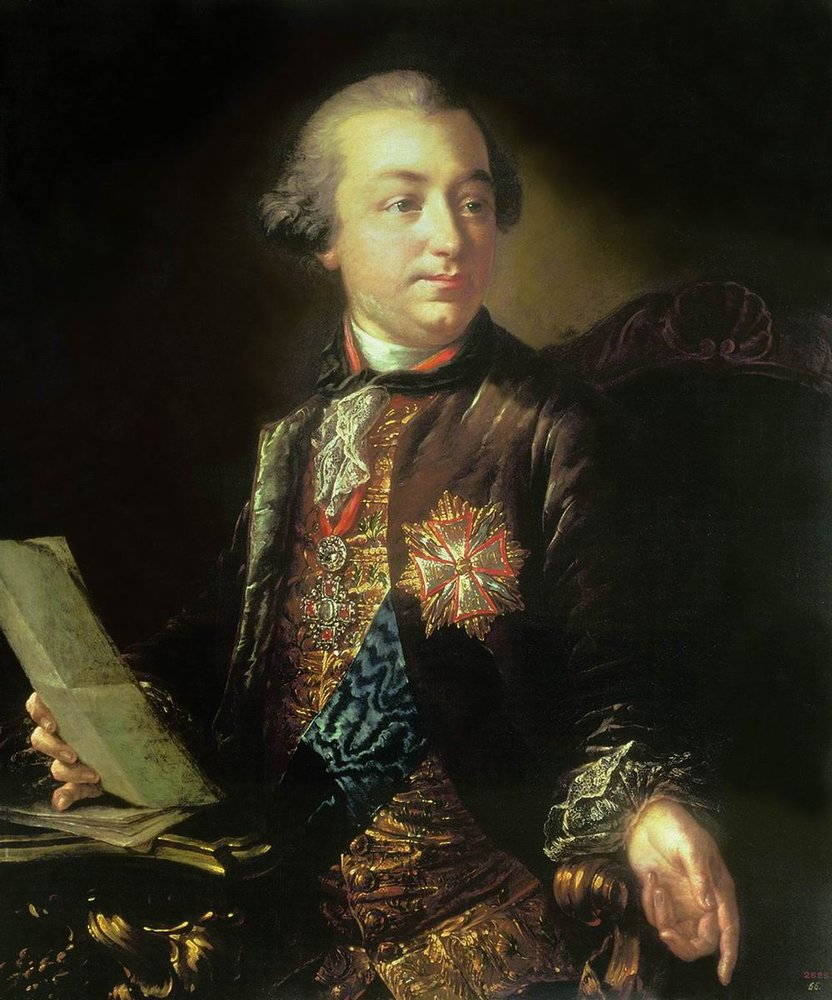
Худ. Лосенко Антон Павлович, «Портрет І.І. Шувалова»
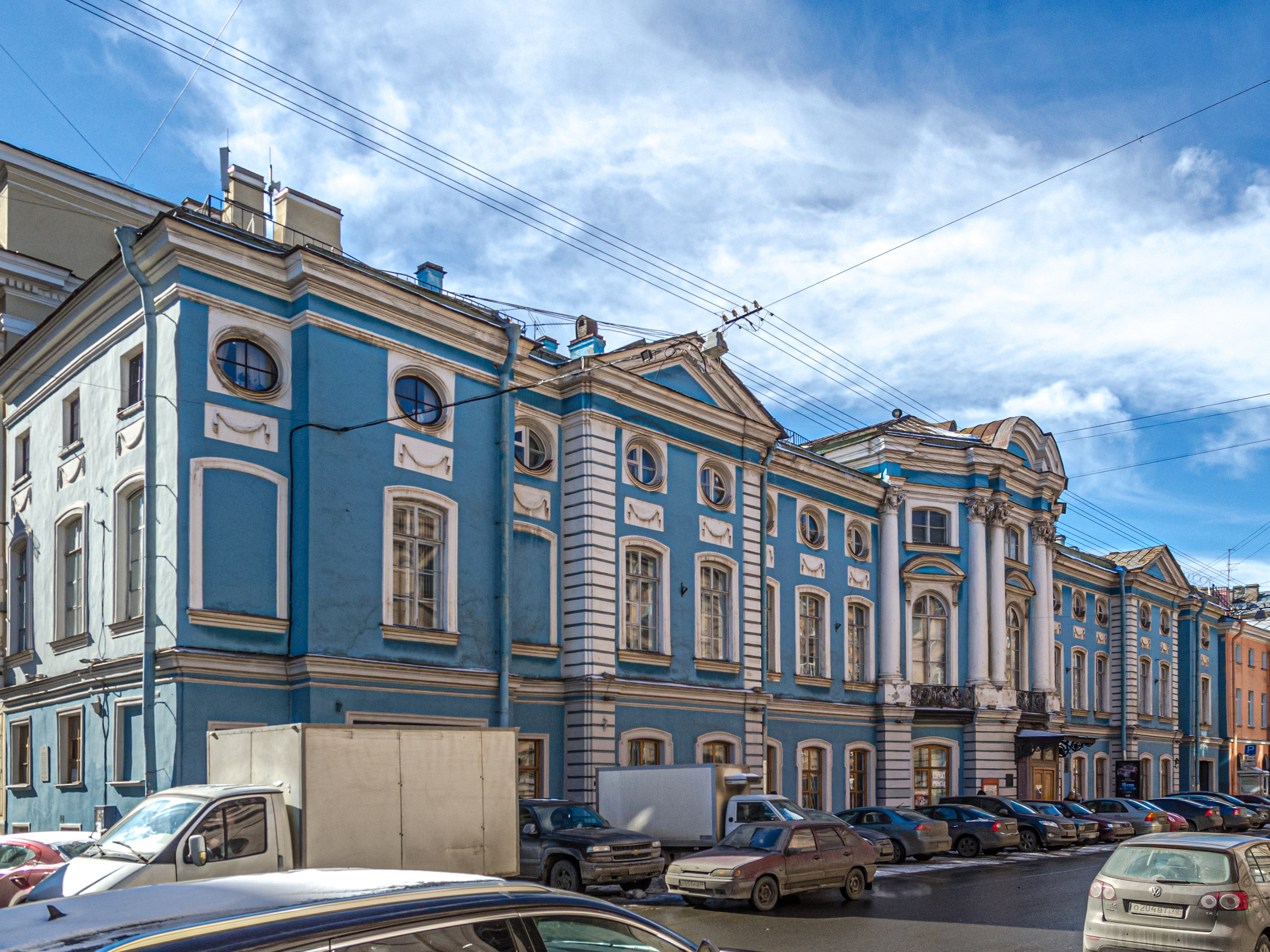
Палац Шувалова, стан на 2011 рік.
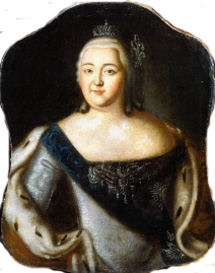
Єлизавета Петрівна

Шувалов, засновник Московського імператорського університету і Петербурзької Академії мистецтв, і передав частку картин з власної збірки — в Академію. Десятиляттями картини зі збірок Шувалова прикрашали Навчальний музей Академії. Після більшовицького перевороту 1917 року була проведена реорганізація музейних збірок. Більшість коштовних творів Навчального музею Академії мистецт була 1922 року вилучена і передана тепер вже в Державний Ермітаж. Серед них і «Автопортрет» Міхеля Свертса.